# Kani Kusruti
Kani Kusruti es una actriz india conocida principalmente por su trabajo en películas en malayalam. Obtuvo reconocimiento por primera vez en 2009 con la película Kerala Cafe, en la que su actuación fue aclamada por la crítica. Kani ganó el premio a la mejor actriz en los Premios de Cine Estatal de Kerala y el Premio a la mejor actriz en el Festival Internacional de Cine de Moscú por su actuación en la película Biriyaani (2020). Desde entonces, ha protagonizado las películas independientes La luz que imaginamos y Girls Will Be Girls (ambas de 2024).

## Biografía
Kani nació en Cheruvakkal, un pequeño pueblo de Thiruvananthapuram (Kerala), de padres activistas sociales y racionalistas, Jayasree A. K. y Maitreya Maitreyan. Sus padres habían suprimido sus apellidos para borrar el marcador de jerarquía social que conllevan los apellidos en la India. A los 15 años, inventó su apellido «Kusruti» (que significa «traviesa» en malayalam) para cumplir un requisito en su solicitud de examen de 10º curso. Creció en Thiruvananthapuram, donde conoció el Centro de Investigación Teatral Abhinaya, «una plataforma común para profesionales del teatro».
Más tarde se trasladó a Thrissur, donde se matriculó en el programa de artes escénicas de la Thrissur School of Drama, entre 2005 y 2007. Completó su formación teatral en Escuela Internacional de Teatro Jacques Lecoq, donde estudió teatro físico durante dos años.

## Carrera
En Abhinaya, Kusruti debutó en el teatro con la farsa clásica Bhagavadajjukam, de Baudhayana. Interpretó el papel principal de Vasantsena en la producción de 2000 a 2006. La obra recorrió festivales de teatro como el Bharat Rang Mahotsav y el Festival Internacional de Teatro de Kerala. Interpretó el papel de Kamala en la adaptación teatral de M. G. Jyotish de Siddhartha, de Hermann Hesse. En 2007, la producción fue invitada al Villeneuve en Scene Festival d'Avignon.
En 2009, tras regresar de la École Internationale de Théâtre Jacques Lecoq, Kusruti apareció en la película antológica Kerala Cafe, en el segmento «Island Express», dirigida por Shankar Ramakrishnan. En 2010, interpretó a una naxalita en la película protagonizada por Mohanlal, Shikkar, pero su matizada interpretación de una trabajadora del sexo en la película de 2010 Cocktail hizo que el público general se fijara en ella.
En diciembre de 2010, Kani colaboró en la creación de «Las Indias», un «megaevento escénico» dirigido por el actor y pedagogo teatral Elias Cohen. La representación se escenificó en un autobús, que se diseñó para la producción. De Las Indias surgió la compañía de teatro indo-latinoamericana Singing Sticks Theatre Ensemble. El autobús que se creó originalmente para Las Indias se utilizó de nuevo para el espectáculo interactivo «Tsunami Express: Highway of Hopes», en cuya realización colaboró Kusruti.
En 2011, Kani se unió a la famosa compañía de teatro Footsbarn para trabajar en una nueva producción de la Tempestad de Shakespeare. Interpretó a Miranda en la obra resultante, «The Indian Tempest». Tras una gira por Irlanda, España, Francia, Portugal y la India, la producción se estrenó en el Shakespeare's Globe en 2013.
Kusruti investigó, codesarrolló y actuó en la producción indo-polaca «Burning Flowers - 7 Dreams of a Woman», dirigida por Pawel Szkotak y producida por Teatr Biuro Podróży.
En 2015, Kani se dio a conocer con la telenovela Eswaran Sakshiyayi, dirigida por K. K. Rajeev. Interpretó a la abogada Tresa, que se une a la investigación del asesinato de su hermano.

## Filmografía

### Cine
- Kerala Cafe (2009)
- Shikkar (2010)
- Cocktail (2010)
- Urumi: The Warriors Who Wanted to Kill Vasco Da Gama (2011)
- Karmayogi (2012)
- Natholi Oru Cheriya Meenalla (2013)
- Hotel California (2013)
- North 24 Kaatham (2013)
- Oru Indian Pranayakatha (2013)
- Burma (2014)
- The Dolphins (2014)
- Pisasu (2014)
- The Strange Case of Shiva (2015)
- Kalam (2016)
- Eli Eli Lama Sabachthani? (2017)
- Theekuchiyum Panithulliyum (2018)
- She (2018)
- 1956, Central Travancore (2019)
- Biriyaani (2019)
- Tryst with Destiny (2021)
- Pada (2022)
- Vazhakku (2022)
- Nishiddho (2022)
- Kirkkan (2023)
- La luz que imaginamos (2024)